# Charles Joseph Dumas-Vence
Pour les articles homonymes, voir Dumas et Vence (homonymie).
Charles Joseph Dumas-Vence, né à Tonnerre le 16 février 1823 et mort à Paris le 2 mars 1904, est un amiral, diplomate et hydrographe français. 
Membre de la Société de géographie, spécialiste des travaux scientifiques, il concourt à la création de la nouvelle marine cuirassée française et en particulier à l'adoption des torpilles, au sujet desquelles il dirige des expériences en présence de Napoléon III.

## Biographie
Charles Joseph est le fils du capitaine de vaisseau Auguste-Joseph Dumas (1772-1845), major de la Marine au port de Lorient, aide de camp du ministre de la Marine et commandant de la Compagnie des gardes du pavillon du duc d'Angoulême Grand amiral de France, et de Marie-Jeanne-Nicolas de Vence (fille de l'amiral de Vence). Il est également le neveu de Charles Nicolas La Caille, le cousin germain de Pierre-Joseph Glotin et le cousin du baron Arthur de Boissieu et de Charles-Émile Camoin de Vence.
Après des études au Collège royal de Charlemagne, au cours desquelles il remporte le 1er prix au Concours général (version latine), et une préparation à l'institution Loriol à Paris, il entre à l'École navale (Borda I) en 1839, en même temps que son compatriote tonnerrois Auguste Campenon (1823-1896) (frère du ministre). En 1841, il embarque en tant qu'aspirant sur la corvette à voile La Triomphante jusqu'en 1846 : il sera promu enseigne de vaisseau en 1845. Durant cette longue campagne, dont une campagne de guerre aux îles Marquises, il fait preuve de belles attitudes et reçoit, à son départ, un certificat élogieux du conseil d'administration de la corvette.
Il embarque ensuite sur l'aviso Alecton (Cherbourg), puis sert entre 1848 à 1850 sur la frégate Reine-Blanche (division navale de La Réunion). Promu lieutenant de vaisseau en 1851, il est affecté en 1852 sur la frégate Jeanne d'Arc (division navale de La Réunion et d'Indochine) où ses officiers supérieurs se plaignent de son manque d'esprit militaire et de son occupation pour la photographie. Mais il se distingue par la suite à deux reprises : en août 1854, lors de l'échouage de la frégate, chargé de l'artillerie, il débarque alors ses canons avec une promptitude extrême, toujours dans la batterie, et anime les hommes par son exemple ; et en janvier 1855, il s'illustre en prenant part avec les batteries de la Jeanne d'Arc à l'attaque de Shanghai.
Il embarque en mars 1856 sur le vaisseau Ulm où il se distingue pour ses connaissances en artillerie. Débarqué en 1857, il est attaché, en septembre 1858, comme aide de camp à l'état-major du préfet maritime de Cherbourg, le contre-amiral Fabvre, sous lequel il avait servi.
À la sollicitation de l'amiral Fabvre et du major général, le capitaine de vaisseau Robin du Parc, il prend, en novembre 1859, le commandement de l'aviso à vapeur Dauphin (station de la Manche) ; il s'en acquitte avec beaucoup de zèle et de sagacité, à tel point que s'étant ainsi fait remarquer par le vice-amiral Bouët-Willaumez, alors préfet maritime à Cherbourg, celui-ci devenu préfet maritime à Toulon, le demande comme aide de camp. En 1862, le vice-amiral Bouët-Willaumez souligne « le tribut habituel de son zèle intelligent » et l'aide qu'il lui a apportée ainsi qu'au vice-amiral Fabvre, dans l'élaboration du projet de décret sur l'organisation du service des ports et arsenaux dont ils étaient chargés ; à la suite de quoi, le ministre, le comte Prosper de Chasseloup-Laubat, le demande comme aide de camp. Il fait partie la même année de la Commission présidée par le ministre pour la révision de l'ordonnance de 1844 et est membre et secrétaire de la Commission de la révision du règlement d'armement des bâtiments de la flotte.

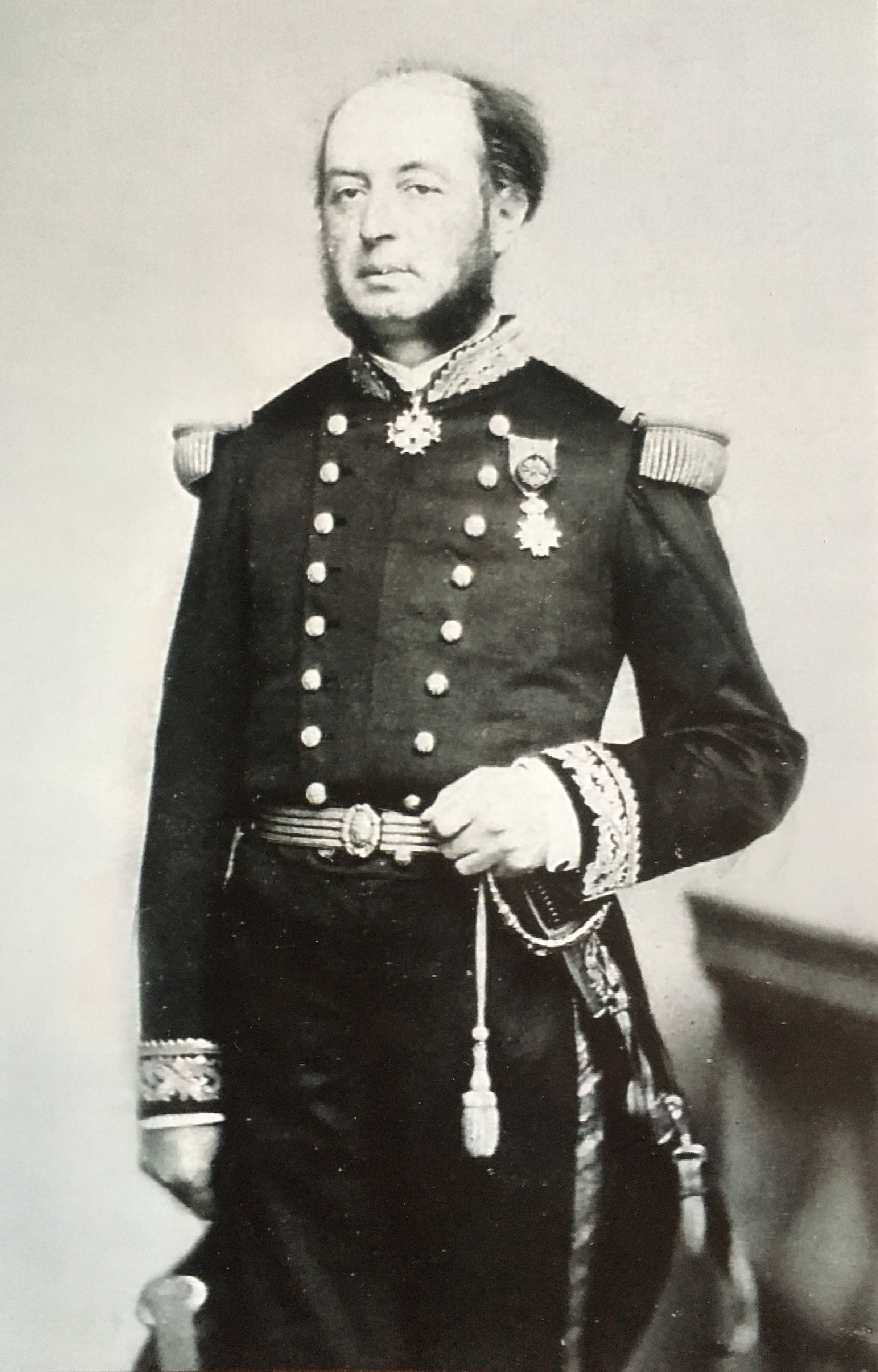
Photographie de Dumas-Vence.

Officier d'ordonnance du ministre et membre de l'état-major du ministère de la Marine, il est nommé capitaine de frégate en janvier 1864. Il est demandé en mars de la même année comme second, sur la frégate cuirassée Invincible (escadre d'évolutions commandée par le vice-amiral Bouët-Willaumez) par le capitaine de vaisseau Chevalier. Il quitte l'Invincible en 1866, pour être nommé, à nouveau, aide de camp du ministre de la Marine et des Colonies Charles Rigault de Genouilly.
Il commande ensuite la subdivision de la mer du Nord et, successivement, les avisos à vapeur Averne et Vigie ; dans ses fonctions, il saura maintenir les meilleurs rapports avec les autorités anglaises pendant la croisière de protection des pêcheurs. Le ministre, l'amiral Rigault de Genouilly, lui commande une étude qu'il publiera en 1869 sous le titre de "Notice sur les ports de la Manche et de la mer du Nord" (une autre partie ne sera éditée qu'en 1876 et une en 1886). Il fait ensuite partie de la commission des torpilles, à la fondation de laquelle il participe en 1867.
Il est nommé, en septembre 1869, attaché naval à Londres auprès de l'Ambassade de France au Royaume-Uni en remplacement du capitaine de vaisseau Pigeard. Il voit l'année suivante ses obligations multipliées du fait de la guerre franco-allemande ; il lui sera alors affecté comme adjoint un officier de marine, le lieutenant de vaisseau Laurens de Waru. Pendant toute cette période, chargé de toutes les affaires administratives et financières de la marine en Angleterre, il rend de très importants services à toutes les directions du ministère de la Marine en surveillant et activant les nombreux marchés de fournitures de guerre passés en Angleterre par le Département et en renseignant également avec exactitude les mouvements de guerre et de commerce ennemis. En juillet 1871, le ministre, l'amiral Pothuau, fait part de sa satisfaction envers son rôle joué durant ses fonctions d'attaché naval à Londres ainsi que dans les obligations du consulat général de France qu'il a assuré du fait de la situation de ce poste à cette époque. Il entretient de très bonnes relations avec les autorités locales et l'ambassadeur français, le marquis de La Valette. Mais ce dernier est remplacé et les rapports avec le nouvel ambassadeur, le duc de Broglie, sont plus compliqués. À sa demande, Dumas-Vence quitte ses fonctions en février 1872.
Ses connaissances spéciales en physique, chimie et électricité le font nommer membre de la commission de perfectionnement des défenses sous-marines présidée par l'amiral Siméon Bourgois : il y est très actif. En septembre 1872, il est appelé à faire partie de la commission chargée d'examiner diverses questions se rattachant à la fabrication, au transport, à la vente et à l'emploi de la dynamite ; en janvier 1873, de par ses compétences en électricité, il est envoyé en mission à Orléans pour se documenter sur le câble de Foucault afin d'établir un programme d'expériences sur ce câble. Il effectue plusieurs travaux d'étude sur les blindages et l'artillerie ; il réalisera entre autres des graphiques sur la puissance de perforation des projectiles, des croquis, à propos du canon Reffye, de la fusée Budin, du fusil Gras ; assistera à la fabrication des canons anglais de 35 tonneaux dans l'arsenal de Woolwich. Il concourt à la création de la nouvelle marine cuirassée française et en particulier à l'adoption des torpilles, au sujet desquelles il dirige des expériences en présence de Napoléon III.
Nommé capitaine de vaisseau en avril 1873, il entre en juin comme membre adjoint au conseil des travaux.
Le 22 septembre 1873, il est admis au sein de la Société de géographie, société dont il reste membre jusqu'à sa mort. Il était également membre du Comité hydrographique et, en juillet 1875, il est nommé membre du Jury International des récompenses de l'Exposition géographique à Paris et du Congrès international des sciences géographiques, dont il est chargé du compte rendu général et membre du comité (section scientifique, Hydrographie, géographie maritime), avant d'être désigné en novembre 1875 pour assister aux essais de navigation et d'artillerie du croiseur Fabert.
Il obtient en octobre 1876, le commandement du croiseur Cosmao (division navale d'Indochine, puis des mers de Chine et du Japon) ; il en revient en 1879 avec une santé délabrée, et malgré les soins du Dr Le Roy de Méricourt, il en gardera toujours les séquelles. Durant cette période, il crée en Chine un cimetière européen, pour que plusieurs de ses matelots décédés puissent être enterrés en terre sainte. Quelques années plus tard, en 1899, son fils Georges, agent des Messageries maritimes mort de la fièvre typhoïde à Shanghai à l'âge de vingt-huit ans, y sera enterré.
En 1880, il est nommé membre du Conseil d'Amirauté et, en mars 1881, il prend pour sept mois le commandement du croiseur Dupleix et de la station d'Islande. Il est nommé membre de la Commission des naufrages et du Conseil de perfectionnement de l'École spéciale des langues orientales vivantes comme délégué du ministère en 1882 et de la commission supérieure des archives de la Marine en 1883.
Contre-amiral en janvier 1883, il succède à l'amiral Lespès en mars dans les fonctions de major-général de la Flotte à Brest où il se montre un excellent collaborateur pour le préfet maritime, le vice-amiral Lafont. Il est admis dans la 2e section du cadre de l'état-major général par décision présidentielle le 10 février 1885.

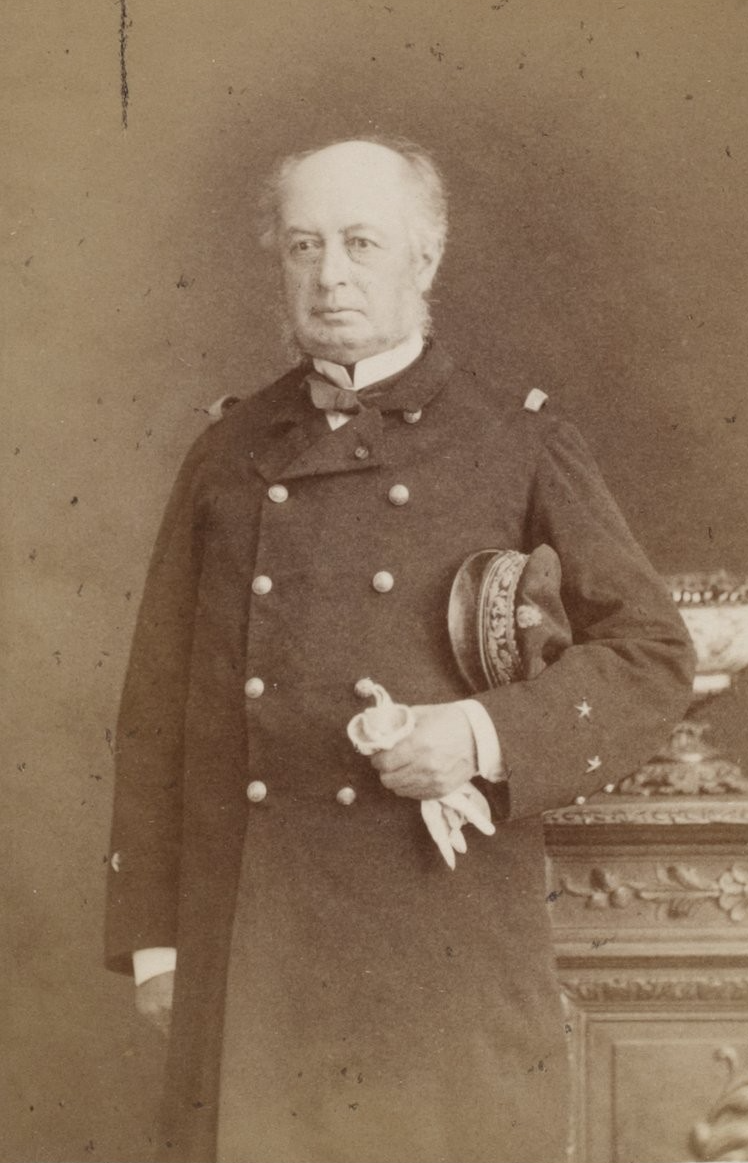
L'amiral Dumas-Vence, photographié par Alfred Bernier (Société de géographie).

Administrateur de la compagnie du chemin de fer de Dakar à Saint-Louis, filiale de la Société de construction des Batignolles fondée par la famille de son épouse, il prend lui-même part aux travaux d'étude de la construction d'un wharf à Porto-Novo en 1889.
Il effectue plusieurs dons à divers musées, dont le Muséum national d'histoire naturelle, situé à Paris.
Il meurt à son domicile parisien de la rue Washington, dans le 8e arrondissement, le 2 mars 1904.
Il est inhumé au cimetière de Montmartre, dans la 5e division, 3e ligne, no 40, avenue Cordier.

### Famille
Charles Joseph Dumas-Vence épouse à Paris, le 15 novembre 1857, Mathilde Goüin (de La Grandière), fille de Frédéric Goüin, substitut du procureur général de Paris puis conseiller à la cour d'appel de Paris, et d'Adrienne Dimier (petite-fille du député Étienne Jumentier). Mathilde Goüin était également la demi-sœur de Léon Goüin, la nièce du ministre Alexandre Goüin et la cousine germaine du général Dimier de La Brunetière. D'où :
- Jean (1859-1859) ;
- Octave (1859-1859) ;
- Jeanne (1861-1899) ;
- Eugénie (1863-1898), mariée à l'avocat et homme d'affaires parisien Alfred Bellenger (veuf d'une fille de Pierre-Louis-Napoléon Chernoviz) ;
- Paul (1865-1960), colonel d'infanterie, chef de la Ire section de la direction des services QG de la Mission militaire française, attaché auprès de l'Armée britannique, membre de la direction des Batignolles-Châtillon ; il épouse en 1904, Marguerite Marc, fille du colonel Albert Marc, petite-fille du général Ablaÿ et sœur des colonels Henri et Olivier Marc, et héritière du château du Pin Massé (d'où six filles)[13]
- Édith (1869-1968), mariée à Marcel Meffre, propriétaire de l'hôtel Meffre et du château de Beaugaillard (Saint-Avertin), petit-fils de Jacques-Aimé Meffre (d'où Jacques et Nicole Meffre, épouse de l'amiral Charles de Blic, neveu et filleul de Charles de Foucauld[14],[15]) ;
- Georges (1871-1899), commissaire des Messageries maritimes à Shanghai ;

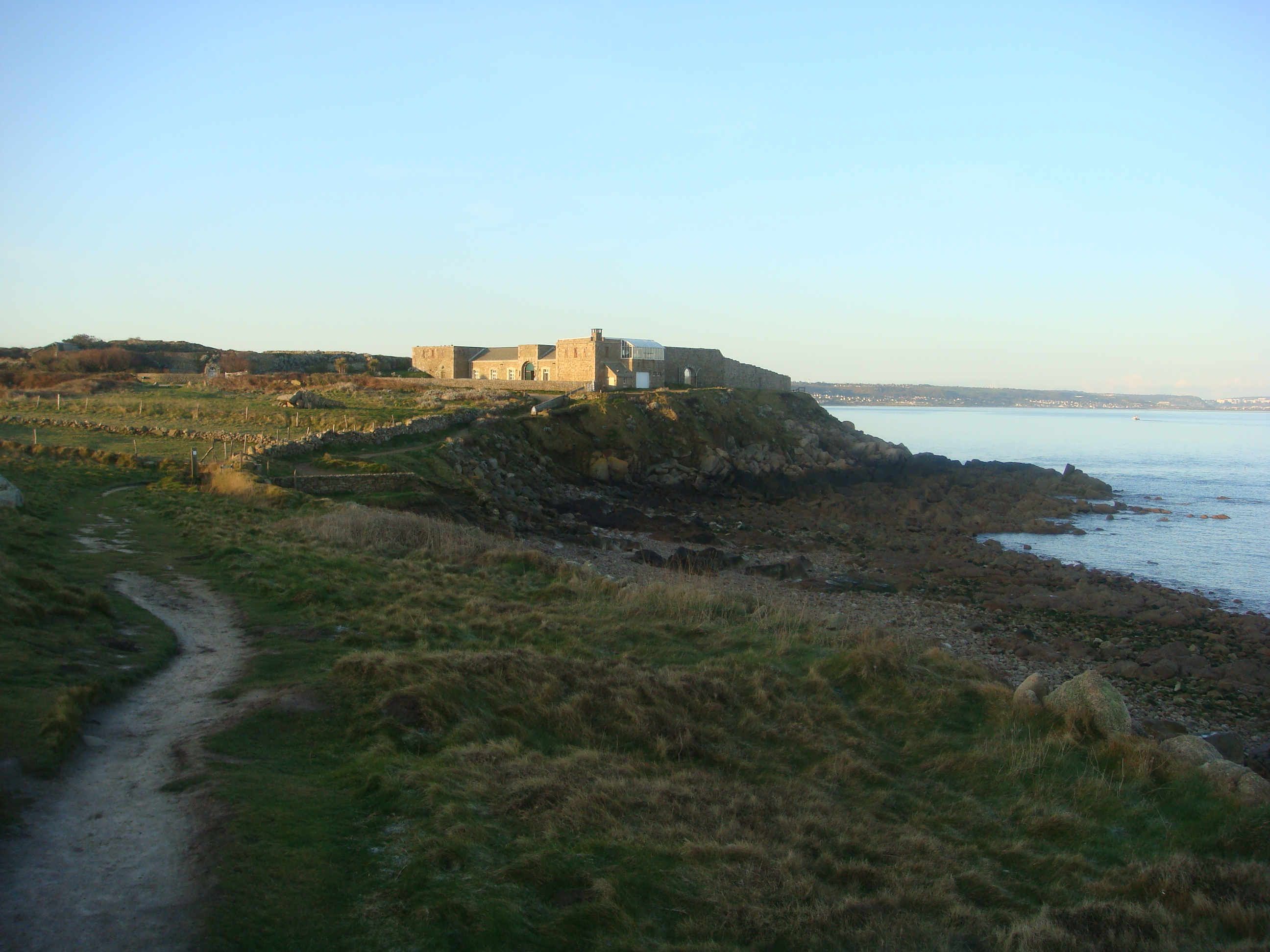
Le fort du cap Lévi, acquis et aménagé par son fils Charles-Henri.

- Charles-Henri (1872-1949), commissaire de la Compagnie générale transatlantique et administrateur de sociétés. Grand voyageur, il acquiert le fort du cap Lévi, qu'il remplit de souvenirs de voyage (tapis, coquillages, œufs d'autruche, bronzes d'Extrême-Orient, armes anciennes, instruments de marine, livres et gravures, et un crocodile naturalisé), aménage un jardin d’agrément et y installe un pavillon mauresque ramené de l'Exposition universelle de 1900[16],[17] ;
- Ernest (1872-1873) ;
- Geneviève (1874-1958).

## Décorations
- Commandeur de la Légion d'honneur (1881)
- Ordre de Saint-Stanislas (commandeur)
- Ordre du Médjidié

## Publications
- Notice sur les ports de la Manche et de la mer du Nord, Revue maritime et coloniale, Ministère de la Marine et des Colonies, 1869;
- Atlas de Cartes, plans et vues pour servir à l'explication de la Notice sur les ports de la Manche et de la Mer du Nord, Paris 1869;
- Notice sur les côtes de la Manche et de la mer du Nord, Revue maritime et coloniale, Ministère de la Marine et des Colonies, 1876;
- Atlas des cartes, plans et vues pour servir à l'explication de la Notice sur les côtes de la Manche et de la mer du Nord, 1876;
- Notice sur les ports de la Manche et de la mer du Nord, seconde partie, Revue maritime et coloniale, Ministère de la Marine et des Colonies, 1886.

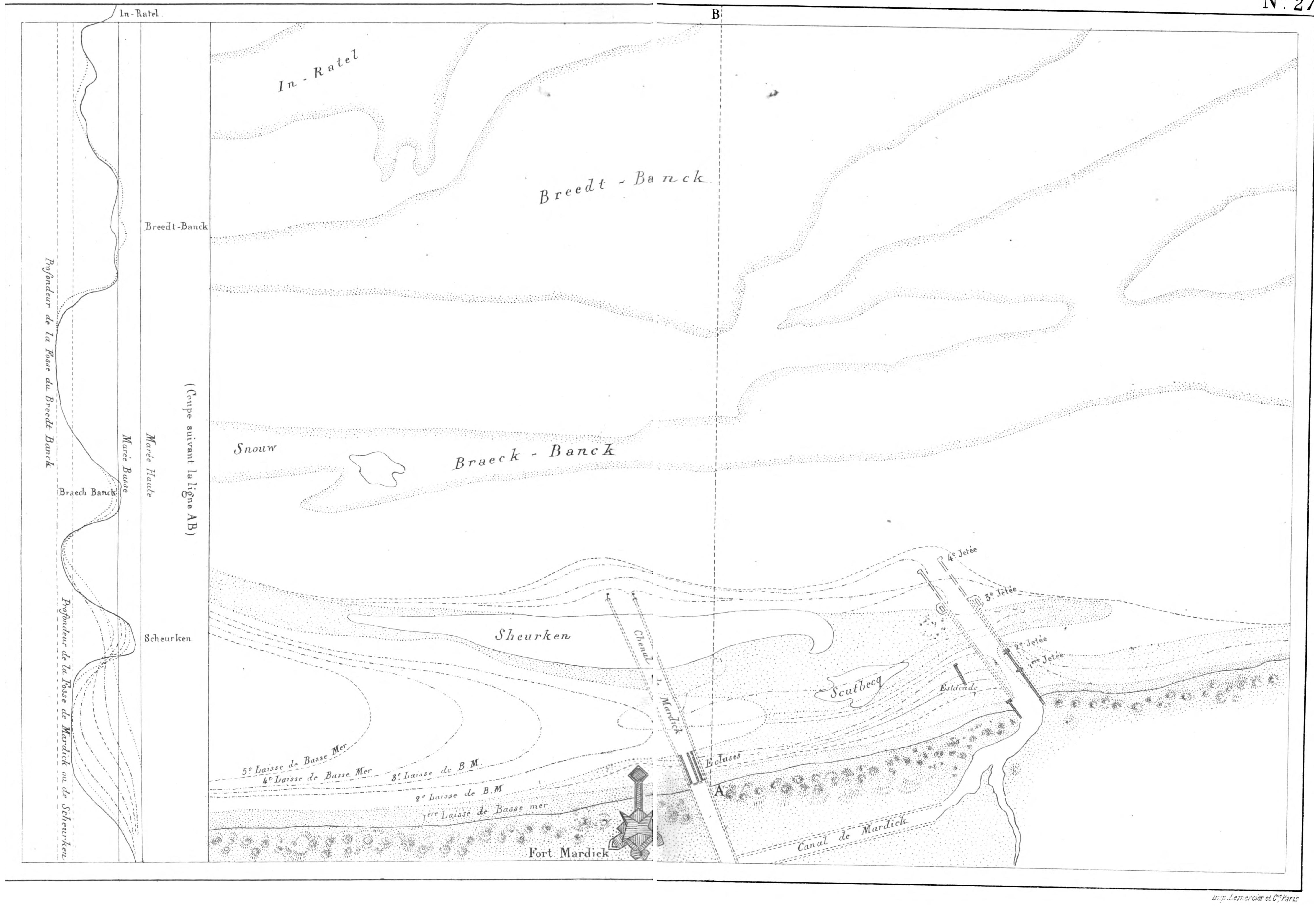
Banc de Schurken et laisses de la mer basse à différentes époques, avec les transformations successives.
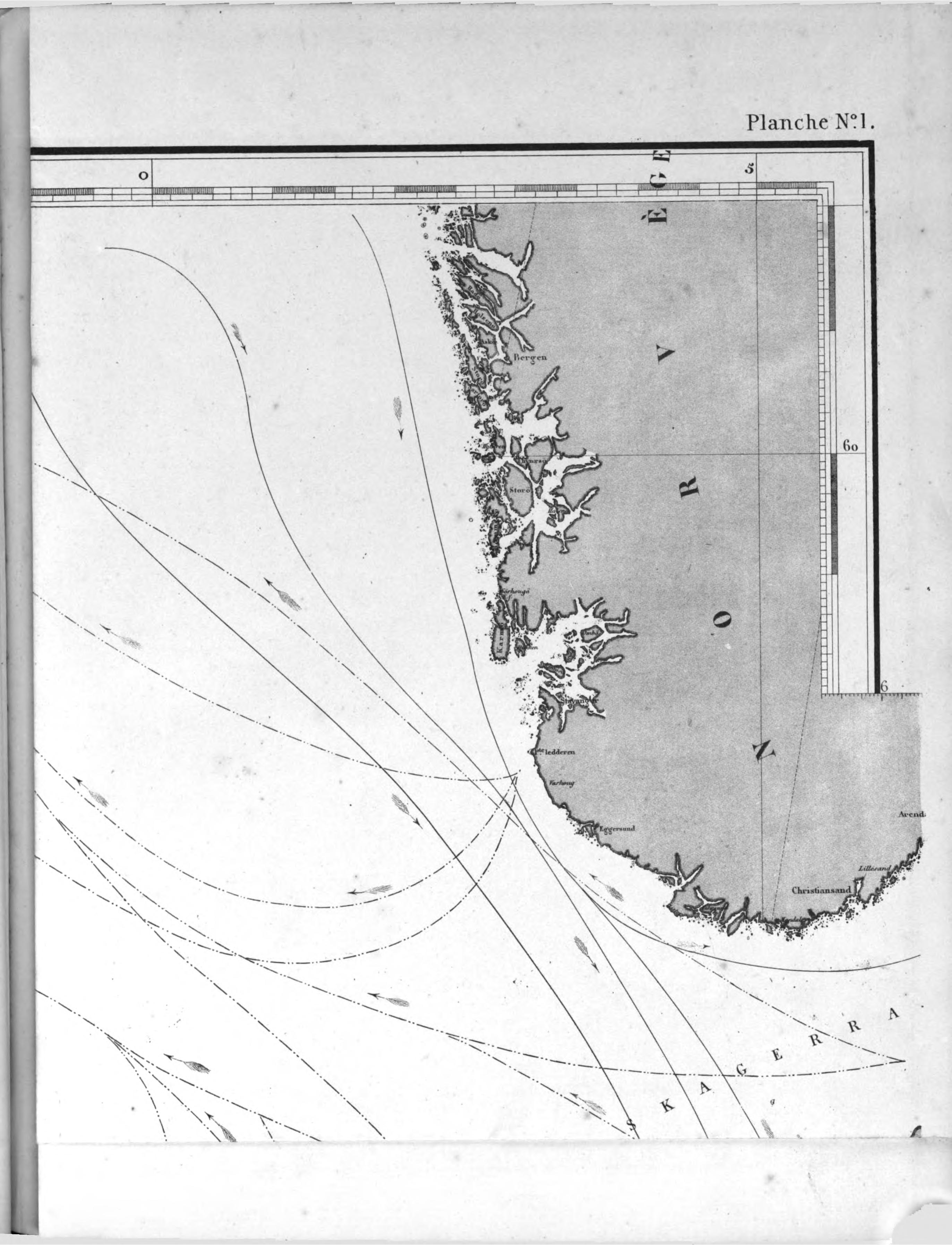
Carte des courants de la Manche et de la Mer du Nord.